# 애투 전투
애투 전투(작전명 오퍼레이션 랜드크랩)는 1943년 5월 11일부터 30일까지 미국과 캐나다 정찰 및 전투기-폭격기 지원을 받은 연합군, 그리고 일본 제국이 알래스카 준주 해안의 애투섬에서 벌인 전투로, 제2차 세계 대전 중 아메리카 전구와 태평양 전구의 알류샨 열도 전역의 일부였다. 애투섬은 일본군과 미군이 태평양 다른 지역의 열대 기후와 달리 눈 덮인 환경에서 전투를 벌인 유일한 지상전이었다. 이 전투는 최종적인 반자이 돌격이 미군 방어선을 돌파한 후 대부분의 일본군 수비대가 잔혹한 백병전으로 사망하면서 끝났다.

## 배경
알래스카 해안의 애투섬과 키스카섬의 전략적 위치는 북태평양을 가로지르는 해상 교통로를 통제할 수 있음을 의미했다. 따라서 일본군 계획자들은 알류샨 열도를 통제함으로써 알래스카로부터의 잠재적인 미국 공격을 막을 수 있다고 믿었다. 이러한 평가는 이미 1935년 미 의회에서 빌리 미첼 장군이 "미래에는 알래스카를 점령하는 자가 세계를 지배할 것이라고 믿는다. 나는 이곳이 세계에서 가장 중요한 전략적 장소라고 생각한다"고 말했을 때부터 추론되었다.
1942년 6월 7일, 미국이 제2차 세계 대전에 참전한 지 6개월 후, 북부군 소속 제301독립보병대대가 애투섬에 무저항으로 상륙했다. 상륙은 인근 키스카섬 침공 하루 뒤에 이루어졌다. 미군은 두 섬 모두 전략적인 일본군 비행장이 되어 본토 알래스카와 미국 서해안 나머지 지역에 대한 공습이 시작될 수 있다고 우려했다.
월트 디즈니의 1943년 영화 공중권력의 승리에서는 일본을 폭격하기 위한 미군 장거리 폭격기의 알류샨 열도 사용이 가정되었다.

## 탈환

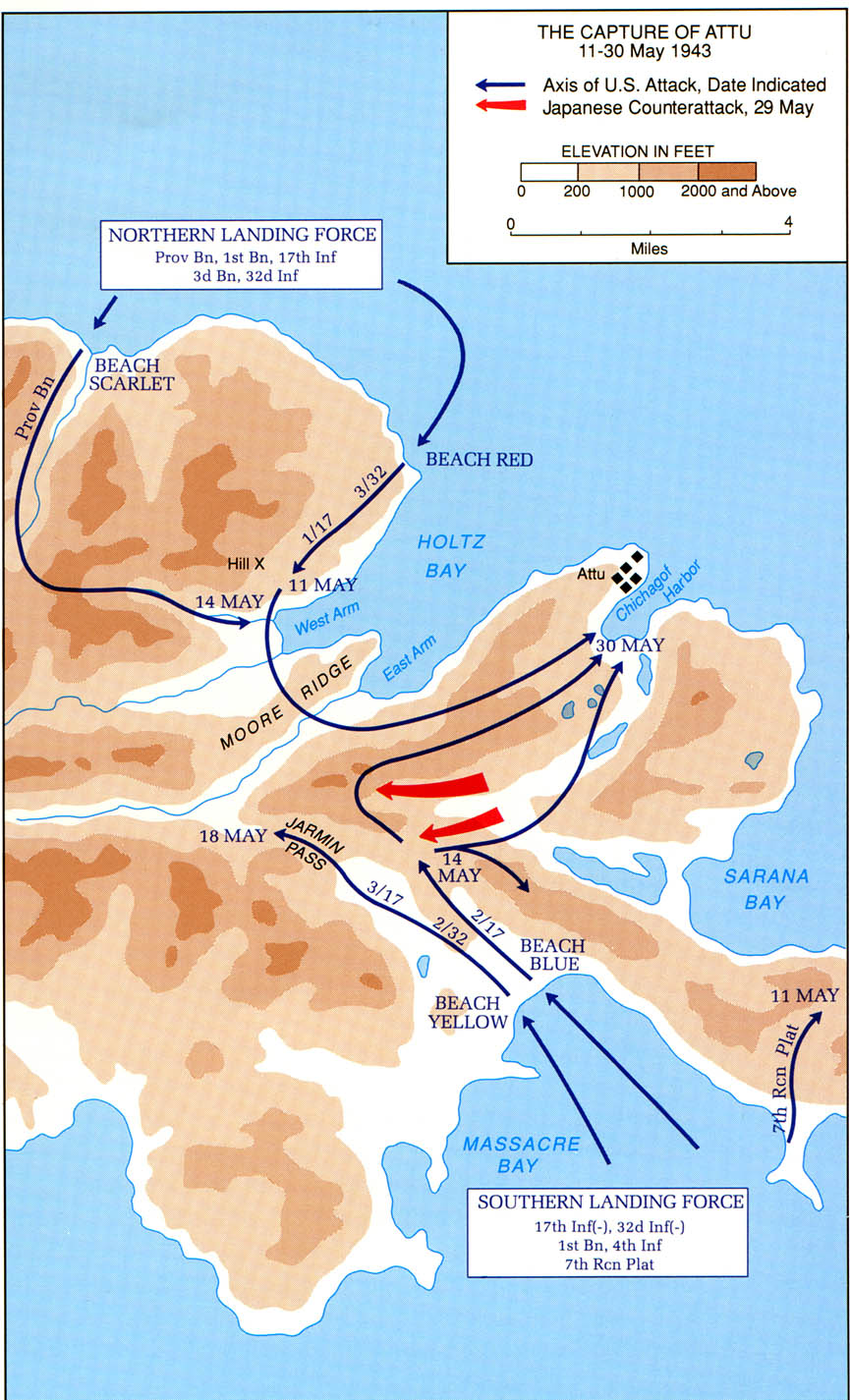
1943년 애투섬 탈환 작전 지도

1943년 5월 11일, 앨버트 E. 브라운 소장이 이끄는 미 제7보병사단 제17보병대대 소속 부대가 상륙 작전을 통해 야마자키 야스요 대령이 이끄는 일본 제국 육군으로부터 섬을 탈환하기 위해 애투섬에 상륙했다. 일본군 진지에 대한 대규모 해상 폭격에도 불구하고, 미군은 강력하게 구축된 방어선을 마주하여 전투 조건이 어려웠다. 북극 기후와 노출 관련 부상 또한 미군 병력에 수많은 사상자를 발생시켰다. 그러나 2주간의 끊임없는 전투 끝에 미군은 일본군 수비대를 치차가프 항구 주변의 포위망으로 몰아넣는 데 성공했다.
5월 21일에서 22일, 일본의 강력한 함대가 도쿄만에 집결하여 애투섬 탈환 시도를 저지하기 위한 출격을 준비했다. 함대에는 항공모함 즈이카쿠, 쇼카쿠, 준요, 히요, 전함 무사시, 곤고, 하루나, 그리고 순양함 모가미, 구마노, 스즈야, 도네, 지쿠마, 아가노, 오요도, 그리고 11척의 구축함이 포함되었다. 그러나 미군은 함대가 출발하기 전에 애투섬을 탈환했다.
5월 29일, 야마자키는 구출 희망 없이 남은 병력을 이끌고 반자이 돌격을 감행했다. 기습 공격은 미군의 최전선 진지를 돌파했다. 충격받은 미군 후방 부대는 곧 일본군 병사들과 백병전을 벌였다. 전투는 거의 모든 일본군이 전사할 때까지 계속되었다. 이 돌격으로 섬 전투는 사실상 종결되었지만, 미 해군 보고서에 따르면 소규모 일본군 부대가 1943년 7월 초까지 계속 싸웠으며, 고립된 일본군 생존자들은 1943년 9월 8일까지 버텼다고 한다. 19일간의 전투에서 제7보병사단 소속 군인 549명이 전사하고 1,200명 이상이 부상당했다. 일본군은 야마자키를 포함하여 2,351명 이상이 사망했으며, 28명이 포로로 잡혔다.

## 여파
애투 전투는 알류샨 열도 전역의 마지막 작전이었다. 일본 북부군은 1943년 7월 28일 인근 키스카섬에서 남은 수비대를 비밀리에 철수시켜 알류샨 열도에서의 일본군 점령을 종식시켰다.
애투섬의 상실과 키스카섬 철수는 복수 작전에서 미군 항공기에 의해 사망한 야마모토 이소로쿠 제독의 사망 직후에 발생했다. 이러한 패배는 일본 대본영에 야마모토의 상실로 인한 사기 저하 효과를 더욱 심화시켰다. 이러한 손실에도 불구하고, 일본군 선전은 알류샨 열도 전역을 고무적인 서사시로 묘사하려고 시도했다.

## 배상 및 전사자 유해 발굴
일본 침공에서 살아남은 알류트족 주민 42명은 홋카이도 오타루시 근처의 포로수용소로 끌려갔다. 그들 중 16명은 수감 중에 사망했다. 전쟁 후, 생존한 애투섬 주민들은 미군이 섬 재건에 너무 많은 비용이 들 것이라고 판단하여 섬으로 돌아가는 것이 금지되었다. 생존자들은 약 320킬로미터 떨어진 애트카섬으로 이주되었다. 마지막 애투섬 포로는 2023년에 사망했다.
최근 몇 년 동안 배상 요구가 다시 활발해졌다. 이러한 요구를 주도하는 인물 중 한 명은 애투 문화 보존을 옹호하는 헬레나 파가노이다. 파가노의 증조할아버지는 베링해 애투섬의 마지막 알래스카 원주민 추장이었으며, 일본군 침공 후 전쟁 포로로 굶어 죽었다. 일본은 1951년에 생존자들에게 3년 동안 매년 4,000달러를 제안했지만, 파가노의 할머니는 겪은 고통에 비해 불충분하다고 여겨 이 지급을 거부했다. 그녀의 정의 요구는 2024년 애투섬 방문 후 다시 불붙었는데, 일본 관리들이 전사자 유해 발굴을 위한 지속적인 노력의 일환으로 현재 앨류트 코퍼레이션이 소유하고 있는 옛 애투 마을 부지에서 두 세트의 인골을 발굴했다. 파가노의 배상 요구는 추가적인 금전적 배상뿐만 아니라 알래스카에 애투섬 주민을 위한 문화 센터 설립, 애투섬의 전쟁 잔해 환경 정화, 그리고 기념 활동에 애투섬 주민의 더 큰 참여를 요청한다. 일본 정부 관계자는 애투섬 후손들로부터 추가 배상에 대한 최근 요청을 받지 못했다고 주장한다.
제2차 세계 대전 중 사망한 일본군 전사자의 유해 발굴 노력은 참전용사와 그 친척들이 고령화됨에 따라 더욱 활발해졌으며, 일본은 신원 확인을 돕기 위해 DNA 검사를 도입하고 있다. 일본 외에서 사망한 약 240만 명의 일본군 병사 중 절반 이상만이 유해가 회수되었다. 애투섬에서 일본의 첫 번째 유해 회수 임무는 1953년에 이루어졌으며, 약 320명의 병사 유해를 회수하여 본국으로 송환하고 지도리가후치 전몰자 묘원에 보관했다. 추가 유해 발굴 노력은 주로 섬 내 발굴 활동을 규제하는 미국의 환경 규정 때문에 지연되었다. 2009년, 미국은 환경 평가를 요구하여 유해 발굴 작업을 10년 이상 추가로 연기시켰다. 2024년 8월 방문 동안, 미국의 감독 하에 제한된 발굴을 통해 일본군 병사로 추정되는 두 세트의 인골이 회수되었다. 이 유해는 예비 평가를 위해 앵커리지로 보내졌으며, 일본인으로 확인될 경우 DNA 검사를 위해 샘플을 일본으로 이송할 계획이다.

## 전투 서열
일본 육군 제2지역 북해 수비대 (홋카이 수비대) – 야마자키 야스요 대령
- 제83독립보병대대 – 요네가와 이사무 중령
- 제303독립보병대대 "와타나베 대대" – 와타나베 조쿠지 소령
- 아오토 임시 대공대대 – 아오토 세이지 소령
- 북쿠릴 요새 보병대대 – 요네카와 히로시 중령
- 제6독립산포병대 – 엔도 다이라 소위
- 제302독립공병대 – 오노 신조 대위
- 제6선박공병연대
  - 제2중대 – 고바야시 대위

미국 애투 상륙군 (미국 제7보병사단) – 앨버트 브라운 소장, 유진 M. 랜드럼 준장 (5월 16일부터)
- 임시 정찰대대 – 윌리엄 H. 윌러비 대위
  - 제7정찰중대
  - 제7기병정찰대
- 북부군 – 프랭크 L. 컬린 대령
  - 제1/17연대 전투단 – 앨버트 V. 하틀 중령
- 남부군 – 에드워드 파머 얼 대령 †, 웨인 C. 지머먼 대령 (5월 12일부터)
  - 제2/17연대 전투단 – 에드워드 P. 스미스 소령
  - 제3/17연대 전투단 – 제임스 R. 몬태규 소령
  - 제2/32연대 전투단 – 찰스 G. 프레더릭스 소령
- 증원/전투 지원
  - 제1/32연대 전투단 – 어니스트 H. 베어스 중령
  - 제3/32연대 전투단 – 존 M. 핀 중령
  - 제1/4연대 전투단 (아다크에 주둔) – 존 D. 오라일리 소령
  - 제78해안포병 (대공) 연대
  - 제50전투공병대대

## 갤러리
| - 일본 제국 육군 야마자키 야스요 대령은 1943년 5월 애투 전투 중 일본군을 지휘했다. 그는 최후의 공격에서 반자이 돌격을 이끌다 사망했다. - 1937년 치차가프 항구의 애투 마을. 1942/43년에 일본군에 점령되었다. - 1942년 11월 7일 애투 홀츠 만에 있는 일본군 미쓰비시 A6M-2N 루페 수상 전투기 4대의 미 해군 정찰 사진. - 1942/43년 겨울 일본군 장교들. - 추위의 영향을 줄이기 위해 일본군은 애투섬에 흙으로 만든 막사를 지었다. - 1943년 애투섬에서 88식 75mm 대공포로 훈련하는 일본군. - 1943년 애투섬의 해안 포대. - 1943년 애투섬 남동쪽 상공을 비행하는 제77폭격비행대대의 B-25 미첼. - 전함 펜실베이니아가 1943년 5월 11일 상륙 작전 중 애투섬을 폭격하고 있다. - 구축함 프루이트가 애투섬 매서커 만 해변으로 상륙정을 유도하고 있다. - 1943년 5월 12일 애투섬 매서커 만 해변에서 상륙정에서 물자를 내리는 병사들. - 1943년 5월 13일 매서커 만에 더 많은 장비와 전투 보급품이 상륙하고 있다. - 미군 병사들이 치차가프 항구로 보급품을 운반하고 있다. - 미군 박격포 팀이 전투 중 일본군 진지에 박격포탄을 발사하고 있다. - 미군의 공격으로 치차가프 항구에서 연기가 피어오르고 있다. - 1943년 5월 29일 치차가프 항구에서 최후의 반자이 돌격 중 쓰러진 일본군 병사들. - 미군이 대량 매장을 위해 사망한 일본군 병사들을 준비하고 있다. - 2007년 7월 애투섬에 있는 일본 평화 기념비. |

## 같이 보기
- 알류샨 열도 제2차 세계 대전 국립 기념지
- 캐스트너의 슬래시스로트, 태평양 전쟁 중 알류샨 열도에서 정찰 임무를 수행한 65명으로 특별히 선발된 부대
- 일본 점령지
- 조 P. 마르티네스, 애투 전투 중 공로로 명예훈장을 사후 수여받은 인물
- 폴 노부오 타츠구치, 애투섬에서 군의관으로 복무하다 전투 중 사망한 일본인 제칠일안식일예수재림교인

## 추가 자료
- Cloe, John Haile (1990). 《The Aleutian Warriors: A History of the 11th Air Force and Fleet Air Wing 4》. Missoula, Montana: Pictorial Histories Publishing Co. and Anchorage Chapter – Air Force Association. ISBN 0-929521-35-8. OCLC 25370916.
- Cloe, John Haile (1990). 《Attu: The Forgotten Battle》. United States Department of the Interior. ISBN 0-9965837-3-4. OCLC 25370916.
- Dickrell, Jeff (2001). 《Center of the Storm: The Bombing of Dutch Harbor and the Experience of Patrol Wing Four in the Aleutians, Summer 1942》. Missoula, Montana: Pictorial Histories Publishing Co., Inc. ISBN 1-57510-092-4. OCLC 50242148.
- Feinberg, Leonard (1992). 《Where the Williwaw Blows: The Aleutian Islands-World War II》. Pilgrims' Process. ISBN 0-9710609-8-3. OCLC 57146667.
- Garfield, Brian (1995) [1969]. 《The Thousand-Mile War: World War II in Alaska and the Aleutians》. Fairbanks: University of Alaska Press. ISBN 0-912006-83-8. OCLC 33358488.
- Goldstein, Donald M.; Katherine V. Dillon (1992). 《The Williwaw War: The Arkansas National Guard in the Aleutians in World War》. Fayetteville: University of Arkansas Press. ISBN 1-55728-242-0. OCLC 24912734.
- Hays, Otis (2004). 《Alaska's Hidden Wars: Secret Campaigns on the North Pacific Rim》. University of Alaska Press. ISBN 1-889963-64-X.
- Herder, Brian Lane (2019). 《The Aleutians 1942–43: Struggle for the North Pacific》. Bloomsbury Publishing PLC. ISBN 9781472832542.
- Lorelli, John A. (1984). 《The Battle of the Komandorski Islands》. Annapolis: United States Naval Institute. ISBN 0-87021-093-9. OCLC 10824413.
- MacGarrigle, George L. 《알류샨 열도》. 제2차 세계 대전 미 육군 전역. 미국 육군 군사 연구소. 2014년 3월 17일에 원본 문서에서 보존된 문서. 2010년 8월 17일에 확인함.
- Morison, Samuel Eliot (2001) [1951]. 《알류샨, 길버트, 마셜 제도, 1942년 6월 – 1944년 4월, 미국 해군 작전사 (제2차 세계 대전) 제7권》. 샹페인: 일리노이 대학교 출판부. ISBN 0-316-58305-7. OCLC 7288530.
- Parshall, Jonathan; Tully, Anthony (2005). 《산산조각난 칼날: 미드웨이 해전의 숨겨진 이야기》. 덜레스, 버지니아: 포토맥 북스. ISBN 1-57488-923-0. OCLC 60373935.
- Perras, Galen Roger (2003). 《아무것도 아닌 곳으로 가는 징검다리, 알류샨 열도, 알래스카, 그리고 미국 군사 전략, 1867 – 1945》. 밴쿠버: 브리티시컬럼비아 대학교 출판부. ISBN 1-59114-836-7. OCLC 53015264.
- Urwin, Gregory J. W. (2000). 《애투 탈환: 그곳에서 싸웠던 이들이 전하는 제2차 세계 대전 전투》. 바이슨 북스. ISBN 0-8032-9557-X.
- Wetterhahn, Ralph (2004). 《폭격기 31호의 마지막 비행: 제2차 세계 대전의 북극 공중전을 벌인 미국과 일본 조종사들의 가슴 아픈 이야기》. 다 카포 프레스. ISBN 0-7867-1360-7.